# Johnny Mercer
Pour les articles homonymes, voir John Mercer.
John Herndon Mercer ou Johnny Mercer (18 novembre 1909 – 25 juin 1976) est un auteur-compositeur et interprète américain. Il fut un chanteur populaire aussi bien en interprétant ses propres œuvres que celles écrites par d'autres. Des années 1930 aux années 1950, nombre de chansons écrites par Mercer devinrent de véritables hits. Il écrivit les paroles de plus de mille chansons, dont certaines destinées au cinéma et aux spectacles de Broadway. Parmi les voix célèbres qui interprétèrent ses textes, on peut citer entre autres Fred Astaire, Ginger Rogers, Bing Crosby, Audrey Hepburn et Frank Sinatra. Johnny Mercer reçut quatre Oscars et deux Grammy Awards. Il est aussi l'un des cofondateurs de la maison d'édition des disques Capitol Records.

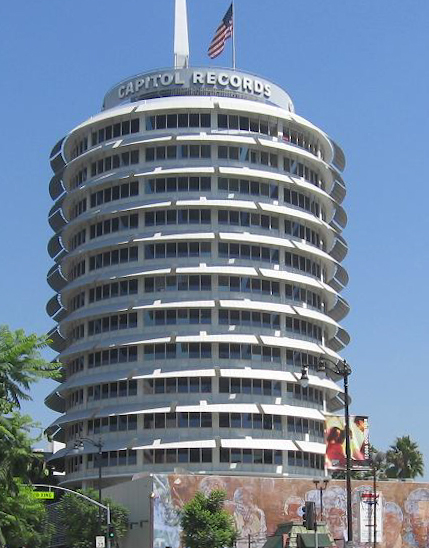
Le siège de Capitol Records, dont Mercer fut l'un des fondateurs, sur Hollywood Boulevard.

## Famille, enfance et études

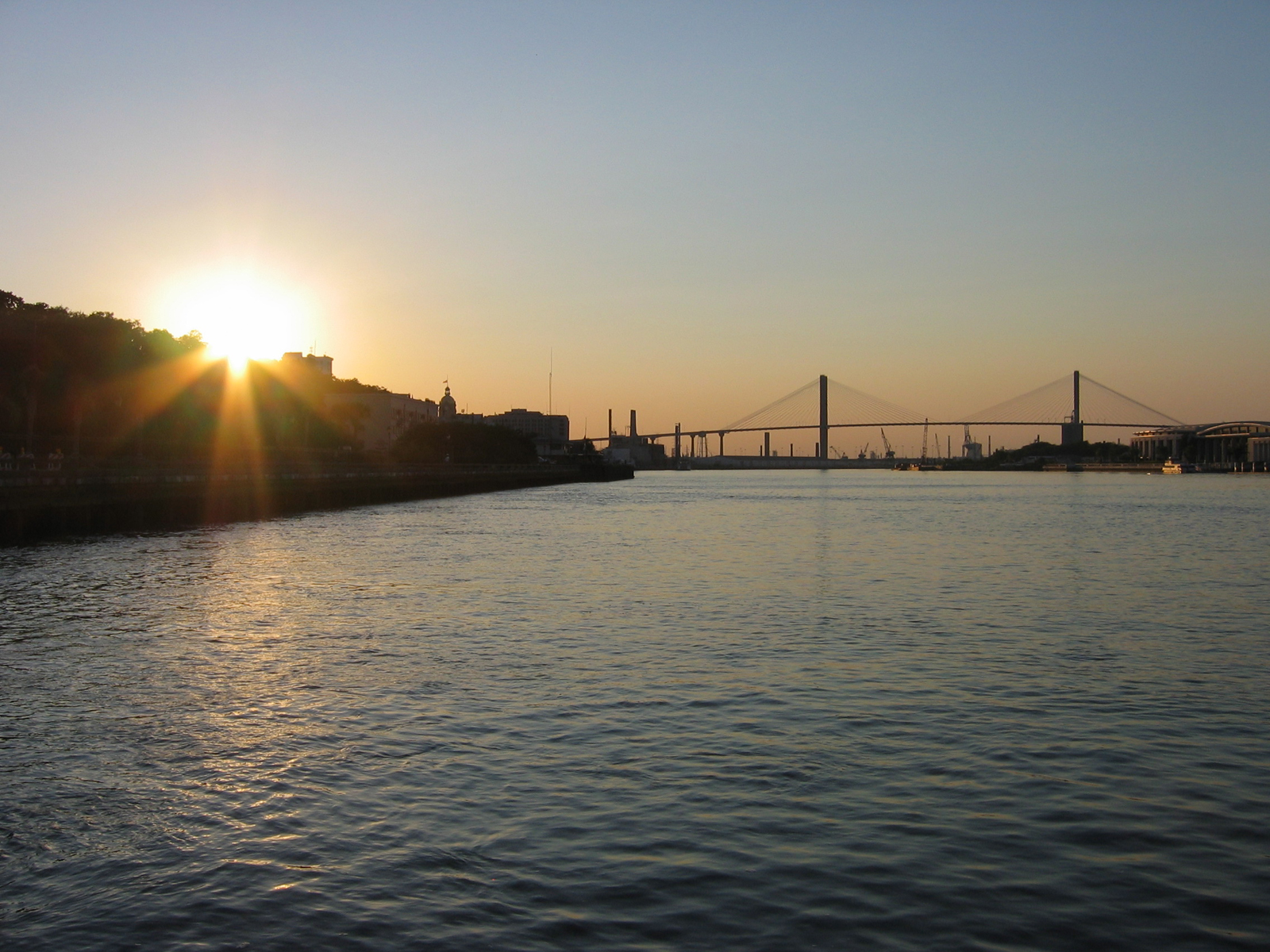
Savannah, où naît Johnny Mercer, et son fleuve qui lui inspirera son célèbre Moon River.

Johnny Mercer est né à Savannah en Géorgie. Il est le fils de George Armstrong Mercer, avocat et promoteur immobilier, et de Lillian Ciucevich, seconde épouse et secrétaire de George Mercer, fille d'immigrants croato-irlandais qui arrivèrent aux États-Unis dans les années 1850. Le père de Lillian était dans la marine marchande et brava à plusieurs reprises le blocus de l'Union lors de la guerre de Sécession. Johnny Mercer est le quatrième fils de George et le premier de Lillian. Un de ses arrière-grands-parents était le général confédéré Hugh Weedon Mercer, un descendant du général américain Hugh Mercer qui fut tué lors de la bataille de Princeton en 1777. Johnny Mercer est aussi un cousin éloigné du général George S. Patton. La Mercer House de Savannah avait été construite par le général Hugh Weedon Mercer en 1860. Elle devint ensuite la demeure de Jim Williams, dont le procès pour meurtre est le sujet principal de l'ouvrage de John Berendt, Midnight in the Garden of Good and Evil, cependant ni le général, ni Johnny n'y vécurent.
Enfant, Mercer aime déjà la musique, il attribue d'ailleurs son talent dans ce domaine à sa mère qui chantait des ballades sentimentales. Son père quant à lui interprète de vielles chansons écossaises. La tante de Johnny lui raconta qu'il fredonnait déjà alors qu'il n'était âgé que de six mois. Plus tard, c'est elle qui l'emmène au spectacle, où il découvre les coon songs et le ragtime. La résidence d'été de la famille, Vernon View est au centre du bayou de Savannah où Johnny s'ébat au milieu d'arbres moussus, de marais d'eau salée et douce, et admire la nuit étoilée, toutes choses qui vont l'inspirer des années plus tard.

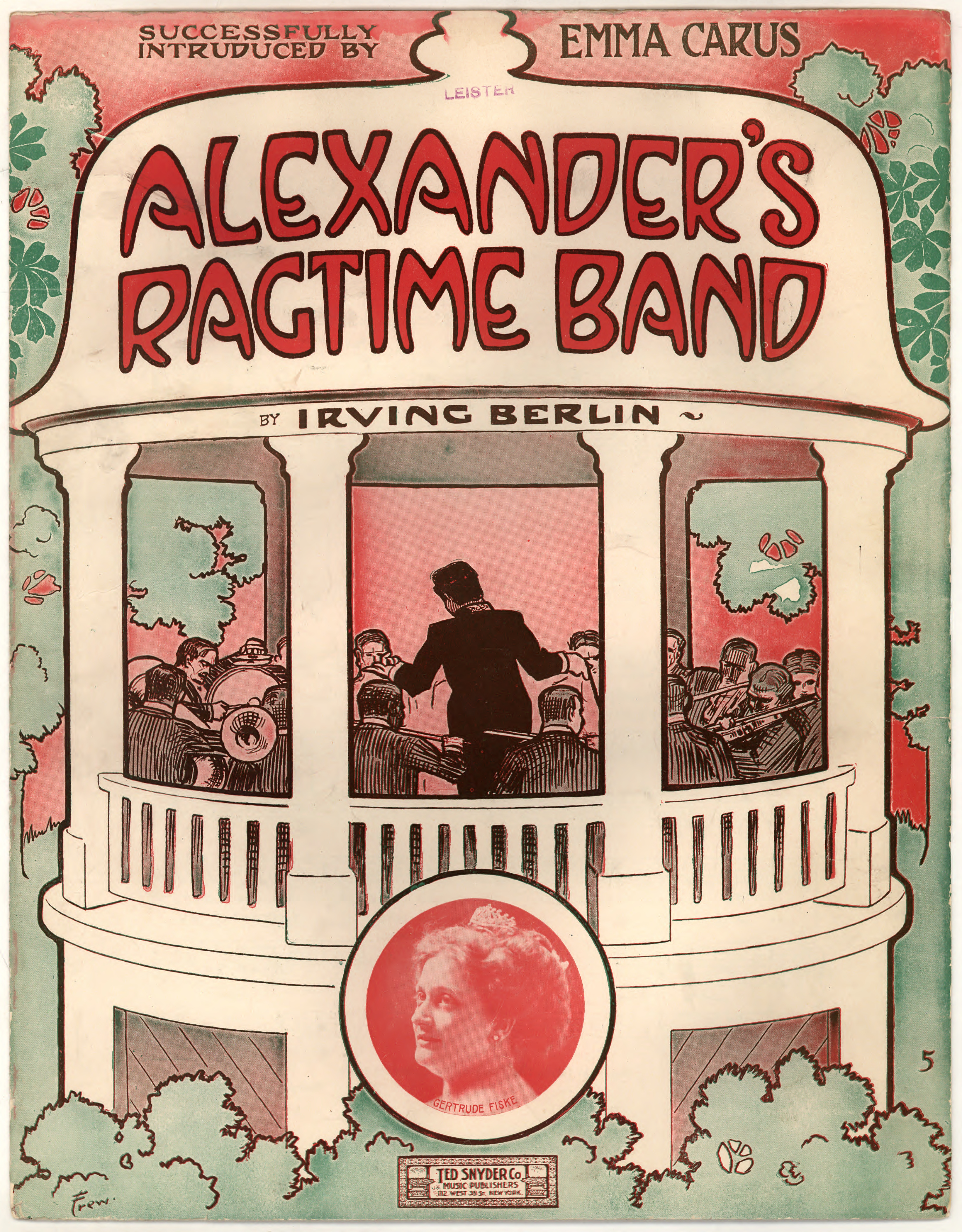
Page de couverture de la chanson de Irving Berlin Alexander's Ragtime Band (1911).

Mercer est peut-être l'un des auteurs américains blancs de sa génération à avoir été le plus en contact avec la musique noire. Enfant, il a de nombreux camarades et domestiques afro-américains et il écoute les pêcheurs et les marchands qui, autour de lui, chantent en créole, dans un dialecte connu sous le nom de Geechee. Il s'intéresse aussi aux services religieux des églises noires. Il dira plus tard : « [leurs] chants me fascinaient plus que tout ». Il ne suit pas une formation musicale traditionnelle mais il chante dans un chœur dès ses six ans et vers onze ou douze ans, il a mémorisé presque toutes les chansons qu'il a entendues et sa curiosité le pousse à découvrir ceux qui les ont écrites. Il demande un jour à son frère qui est le meilleur auteur et celui-ci répond Irving Berlin, l'un des meilleurs de la Tin Pan Alley.
Malgré son exposition très précoce à la musique, les talents de Mercer sont clairement le chant et l'écriture, même s'il n'est pas doué pour jouer d'un instrument, il rêve cependant de devenir compositeur. En plus des chansons qu'il a mémorisées, il est aussi un lecteur avide et il écrit des histoires d'aventures. Ses tentatives de jouer de la trompette et du piano sont loin d'être un succès et il ne déchiffre que laborieusement les partitions musicales, se fiant davantage à son propre système de notation.
En tant qu'adolescent de l'ère du Jazz Era, il est un pur « produit de son époque ». Il parcourt les quartiers noirs de Savannah à la recherche de disques et écoute les plus grands noms du jazz noir, comme Ma Rainey, Bessie Smith ou Louis Armstrong. Son père possède la première automobile de la ville et comme Johnny conduit lui-même cette voiture, il en tire un certain prestige auprès de ses camarades, même si sa conduite frôle parfois l'insouciance . La famille embarque parfois dans l'automobile pour se rendre dans les montagnes vers Asheville en Caroline du Nord, afin d'échapper à la chaleur étouffante de Savannah. C'est là que Johnny apprend à danser (son professeur n'est autre que Arthur Murray) et à conter fleurette aux Southern belles (les jolies filles du Sud), son sens du rythme fait merveille dans les deux disciplines.

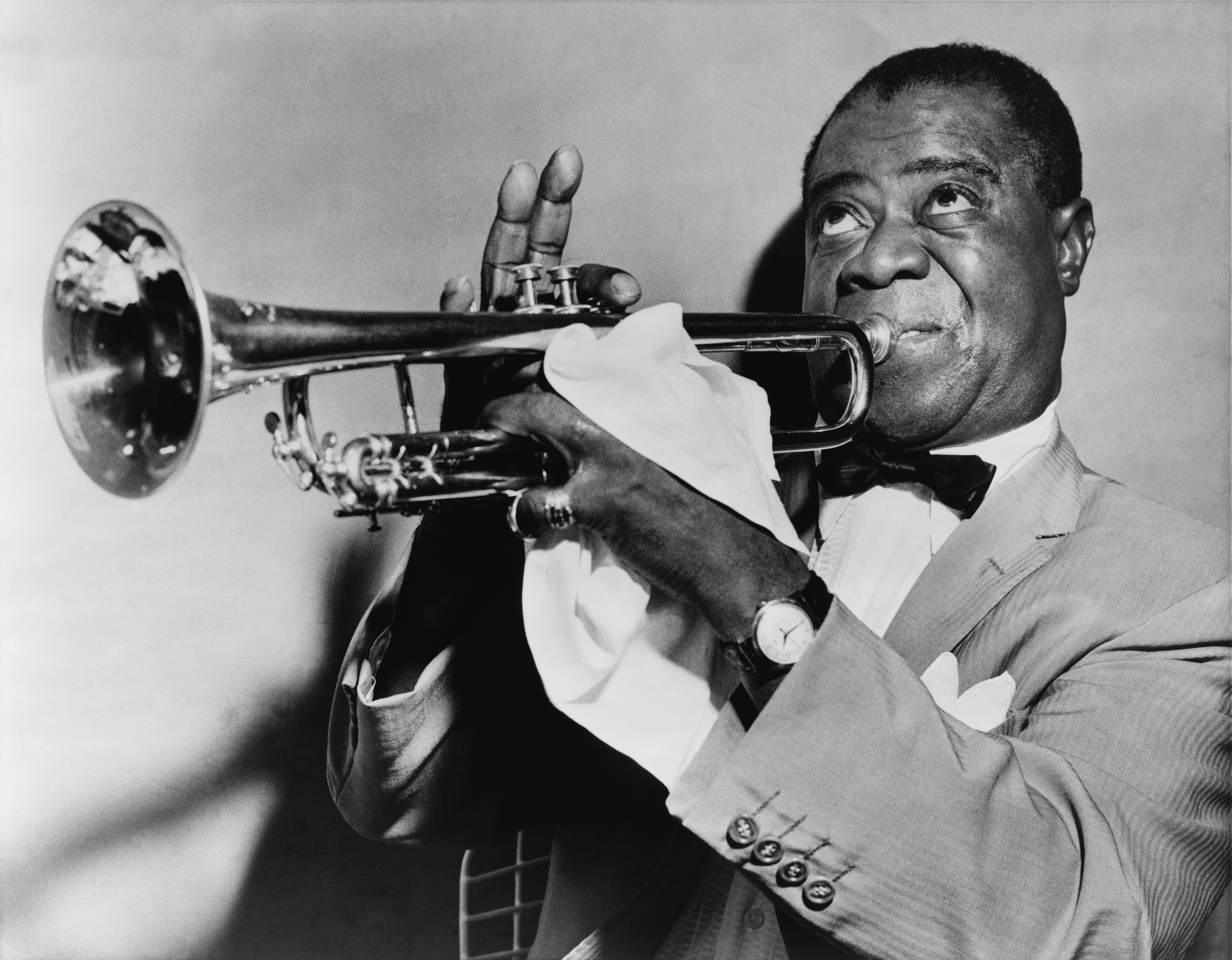
Adolescent, Mercer écoute les plus grands noms du jazz noir, comme Ma Rainey, Bessie Smith ou Louis Armstrong.

Mercer fréquente la Woodberry Forest boys prep school, dans le comté de Madison en Virginie, jusqu'en 1927. Bien qu'il n'en soit pas l'un des meilleurs élèves, il y est particulièrement actif au sein des sociétés de littérature et de poésie et comme chroniqueur dans les publications de l'école. En outre, son exposition à la littérature classique enrichit encore son vocabulaire et sa phraséologie. Il griffonne souvent des vers pour une utilisation ultérieure. Il est aussi le clown de la classe et un farceur, membre du « hop » comité, chargé de l'organisation des spectacles musicaux sur le campus.
Faisant déjà pratiquement autorité en matière de jazz, on peut lire dans le yearbook du lycée de Mercer : « Aucun nouvel orchestre ou production musicale ne peut être décrété « bon » jusqu'à ce que Johnny y appose le sceau de son approbation,. » C'est à quinze ans qu'il écrit ses premières chansons, comme Sister Susie, Strut Your Stuff et constate immédiatement l'effet magique qu'elles ont sur les filles.
Compte tenu de l'histoire glorieuse de sa famille et de son association avec Princeton et la Princeton University, Mercer se destine aux études jusqu'à ce que certains revers financiers de son père, à la fin des années 1920, ne changent ses plans. Il entre dans l'entreprise paternelle où il est chargé entre autres de la collecte des loyers, mais il se lasse très vite de cette routine et songe à prendre le large.

## Ses débuts

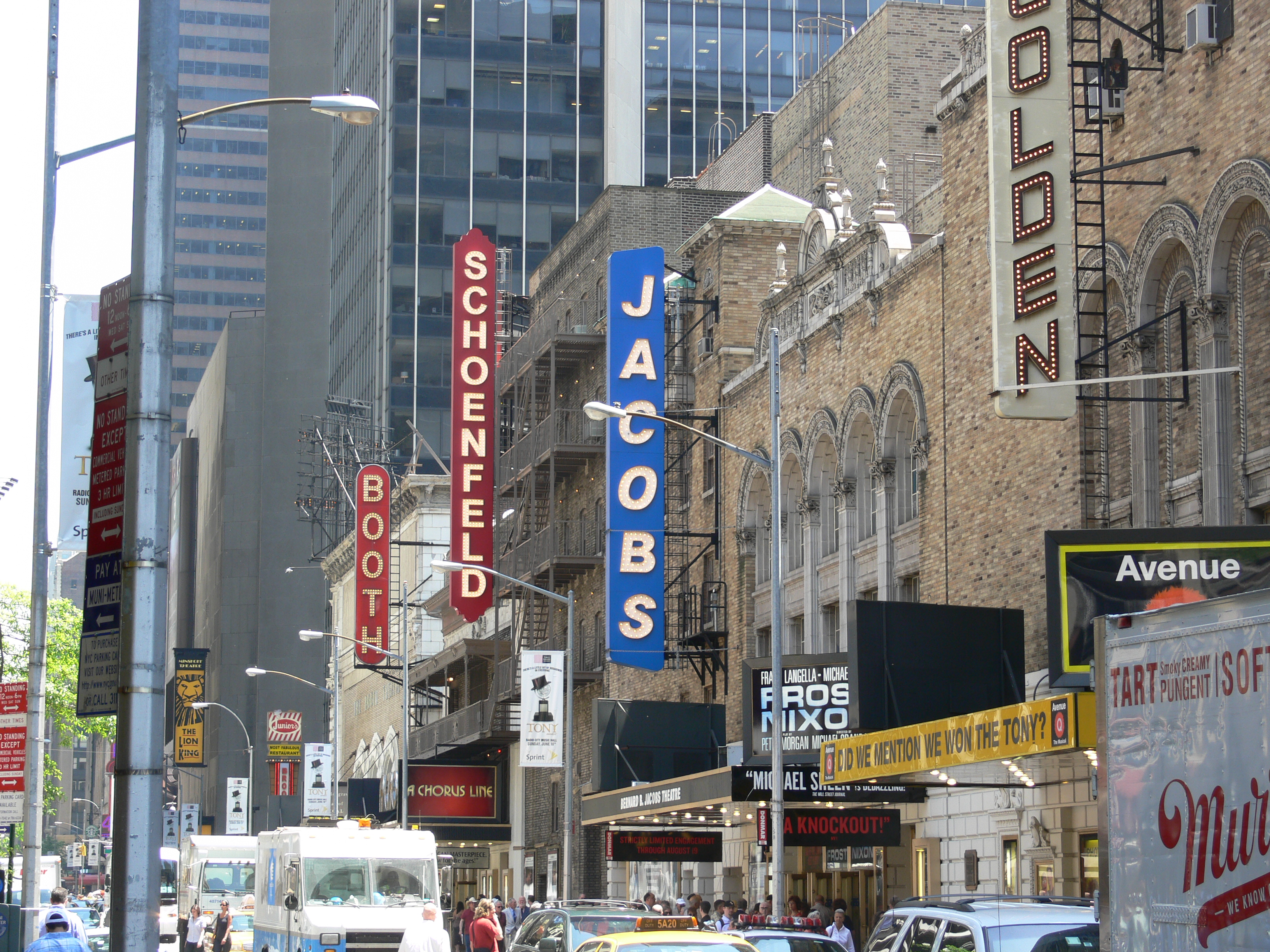
Broadway et ses théâtres, où débute Johnny Mercer.

Mercer s'installe à New York en 1928, alors qu'il n'a que 19 ans. Les musiques qu'il aime, le jazz et le blues, florissent à Harlem et sur Broadway on ne compte plus le nombre de revues et de comédies musicales de George Gershwin, Cole Porter ou autre Irving Berlin. Le goût pour le vaudeville commence à décliner, mais il est encore très présent dans les salles. Mercer y décroche de temps en temps quelques rôles secondaires.
Coincé dans un appartement de Greenwich Village avec beaucoup de temps libre et un vieux piano déglingés, Mercer revient bientôt au chant et à l'écriture. Il obtient un poste dans une maison de courtage et passe ses nuits à chanter.
Mettant en commun son maigre revenu avec celui de ses colocataires, Mercer parvient à tenir le coup, avec parfois un peu plus que de simples flocons d'avoine. Une nuit, il tombe dans les coulisses sur Eddie Cantor et lui propose une chanson comique, mais bien que Cantor la refuse, il encourage Johnny à faire carrière. La première chanson de Mercer Out of Breath and Scared to Death of You, sur une musique de son ami Everett Miller, est chantée dans la revue The Garrick Gaieties en 1930. Mercer rencontre sa future épouse lors du spectacle, une choriste nommée Ginger Meehan. Elle avait été l'une des nombreuses choristes du jeune et talentueux crooner Bing Crosby. Grâce au père de Everett Miller, qui occupe alors un poste de direction chez le fameux éditeur new yorkais T. B. Harms, la première chanson de Johnny est publiée, puis enregistrée par le célèbre violoniste de jazz Joe Venuti et ses New Yorkers.

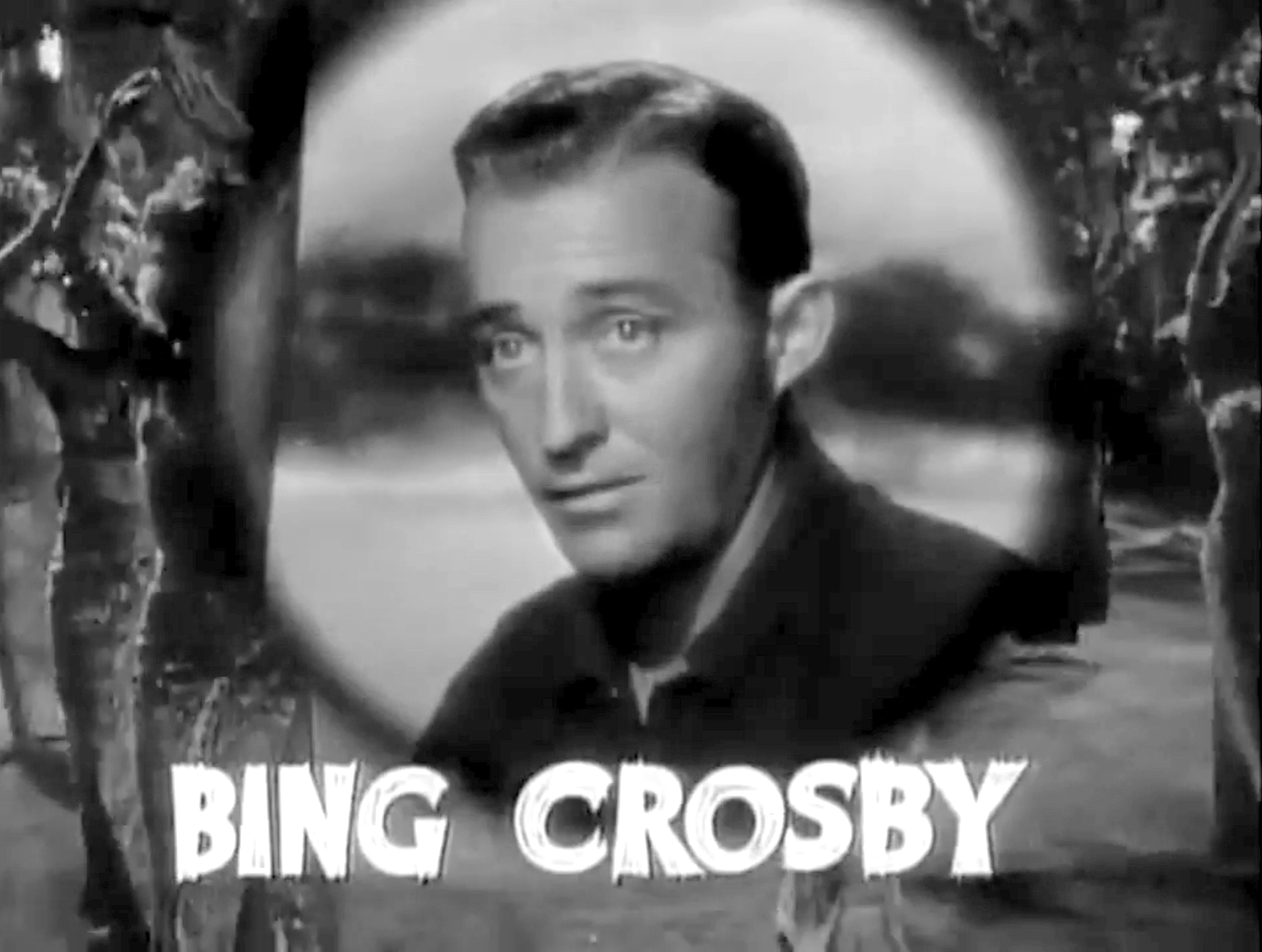
Mercer rencontre Bing Crosby à Hollywood en 1929.

À vingt ans Mercer commence à traîner avec d'autres paroliers et à apprendre le métier. Il se rend en Californie pour écrire une chanson pour la comédie musicale Paris in the Spring et y rencontre ses idoles Bing Crosby et Louis Armstrong. Cette expérience donne à réfléchir à Mercer qui réalise qu'il préfère écrire en toute liberté plutôt que sur commande. À son retour, il obtient une place dans l'équipe de paroliers de Miller Music pour un salaire de 25 dollars par semaine, ce qui lui donne une base de revenu et des perspectives d'avenir qui lui permettent d'épouser Ginger en 1931. La nouvelle Mme Mercer quitte son emploi de choriste et devient couturière et afin d'économiser, le jeune couple s'installe chez la mère de Ginger à Brooklyn.

En 1932, Mercer remporte un concours dont la récompense est de chanter avec l'orchestre de Paul Whiteman, mais cela n'améliore pas de manière significative sa situation financière. Il fait son premier enregistrement le 5 avril de la même année, en chantant avec l'orchestre de Frank Trumbauer. Mercer travaille avec Yip Harburg sur Americana, une revue au parfum de dépression restée célèbre pour l'une de ses chansons, Brother, Can You Spare a Dime?. Cette chanson n'est pas écrite par Mercer mais la collaboration avec Harburg lui fournit une excellente expérience professionnelle.

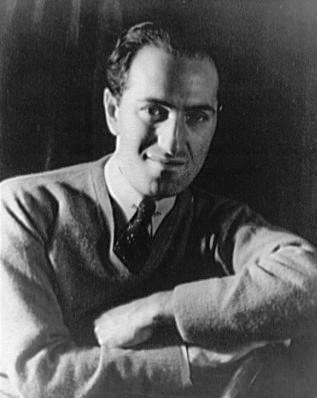
George Gerschwin félicite Johnny Mercer.

Après l'écriture de plusieurs chansons qui n'ont pas passionné les foules, la bonne fortune de Mercer revient grâce à Hoagy Carmichael, déjà célèbre pour sa chanson Stardust de 1927. Tous deux passent une année à travailler sur Lazybones, qui devient un hit, en 1933, une semaine après son premier passage à la radio et chacun touche alors un chèque de 1 250 dollars. Il s'agit d'une chanson provinciale en pseudo dialecte noir, qui illustre parfaitement l'esprit de l'époque, en particulier dans les régions rurales de l'Amérique, on en vend alors jusqu'à 15 000 copies par jour. Mercer devient alors membre de l'American Society of Composers, Authors and Publishers et l'un des membres de la fraternité de Tin Pan Alley, recevant les félicitations de Irving Berlin, George Gershwin et Cole Porter parmi d'autres. Paul Whiteman demande alors à Mercer de revenir chanter et écrire pour son orchestre, brisant ainsi pour quelque temps sa collaboration entre Mercer et Carmichael.

À l'époque de l'âge d'or de la chanson populaire raffinée, à la fin des années 1920 et au début des années 1930, les chansons sont intégrées aux revues avec un minimum d'égard pour leur rapport à l'intrigue de la pièce. Au cours des années 1930, il y a une évolution des revues et des films musicaux qui utilisent la chanson pour renforcer l'intrigue. La demande diminue donc en conséquence pour les chansons que Mercer aime écrire. Ainsi, alors qu'il s'est fait une place au sein du monde de la musique à New York, Mercer se voit offrir un emploi à Hollywood pour composer des chansons et les interpréter dans les comédies musicales à petit budget de RKO. Il accepte et rejoint son idole Bing Crosby à l'ouest

## Hollywood

### Les années 1930

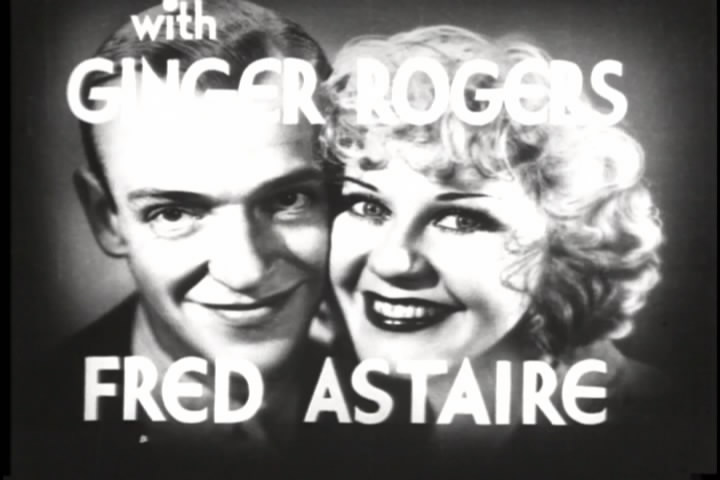
Les progrès des microphones et la postsynchronisation permettent à Fred Astair et Ginger Rogers de chanter sur le ton de la simple conversation.

Ce n'est que lorsque Mercer s'installe à Hollywood, en 1935, que sa carrière est définitivement assurée. Écrire des chansons pour le cinéma lui offre deux avantages distincts. L'utilisation de microphones sensibles pour l'enregistrement et la postsynchronisation des chansons pré-enregistrées qui libèrent les auteurs des inconvénients liés aux longues voyelles finales et aux notes soutenues requises pour les performances en live. Des acteurs comme Fred Astaire et Ginger Rogers peuvent maintenant chanter sur le ton d'une simple conversation. Mercer, en tant que chanteur, est sensible à cette évolution et son style s'y accorde parfaitement.
La première tâche de Mercer à Hollywood n'est pas de travailler pour le couple mythique Astaire-Rogers, ce dont il rêve, mais pour une comédie musicale de série B, Old Man Rhythm, pour lequel il produit deux chansons médiocres et une performance d'acteur encore pire. Son projet suivant, To Beat the Band, est un autre flop, mais il lui permet de rencontrer, puis de collaborer avec Fred Astaire sur I’m Building Up to an Awful Let-Down qui remporte un certain succès.
Tout sauf impressionné par les paillettes d'Hollywood, Mercer se languit du jazz et de la vie nocturne. Comme il l'écrit :  « Hollywood ne fut jamais une cité de la nuit. Tout le monde devait s'y lever tôt… les gens du cinéma se couchaient comme les poules (ou l'inverse) »,. Mercer fait maintenant partie du cercle de grands buveurs de Bing Crosby et apprécie la compagnie de ce dernier et leurs conversations de purs hipsters. Malheureusement, Mercer se met aussi à boire lors de ces soirées et est sujet à de violentes colères lorsqu'il est sous l'influence de l'alcool, contrastant fortement avec sa conduite de gentleman, habituellement cordiale.

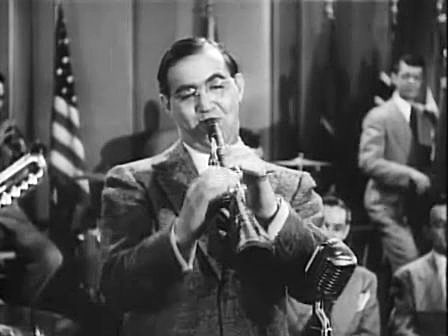
Benny Goodman

Le premier succès hollywoodien de Mercer, dont il écrit paroles et musique, I'm an Old Cowhand from the Rio Grande lui est inspiré par une balade en voiture à travers le Texas. L'œuvre est interprétée par Crosby dans le film Rhythm on the Range en 1936 et dès lors la demande de chansons écrites par Mercer explose. Son second succès est Goody Goody. En 1937, Mercer est engagé par les studios Warner Brothers. Il travaille avec un vétéran de la composition Richard Whiting (à qui l'on doit entre autres : Ain't We Got Fun? en 1921), produisant bientôt Too Marvelous for Words, suivi de Hooray for Hollywood. Après la mort soudaine de Whiting, Mercer travaille avec Harry Warren et produit Jeepers Creepers, qui lui vaut sa première nomination à l'Oscar de la meilleure chanson. Elle donne lieu à un mémorable enregistrement avec Louis Armstrong. Un autre avec Warren in 1938 est You Must Have Been a Beautiful Baby. Tous deux produisent également Hooray For Spinach, une chanson drôle, pour le film d'animation Naughty But Mice en 1939. Cette même année, Mercer écrit les paroles, sur une mélodie de Ziggy Elman, l'un des trompettistes de Benny Goodman. Le titre est And the Angels Sing et bien qu'il soit enregistré par Bing Crosby et Count Basie, c'est la version de Goodman qui devient numéro un, chantée par Martha Tilton avec un solo de trompette mémorable de Elman. Dès années plus tard, c'est le titre de cette chanson qui sera gravée sur la tombe de Mercer.
Pendant une accalmie aux studios Warners, Mercer reprend sa carrière de chanteur. Il rejoint l'informel Minstrels show de Bing Crosby, produit par le Westwood Marching and Chowder Club, auquel nombre de stars d'Hollywood participent et fait se rencontrer Crosby et Bob Hope. Un duo intitué Mr. Crosby and Mr. Mercer est enregistré et devient un hit en 1938,.

### Les années 1940

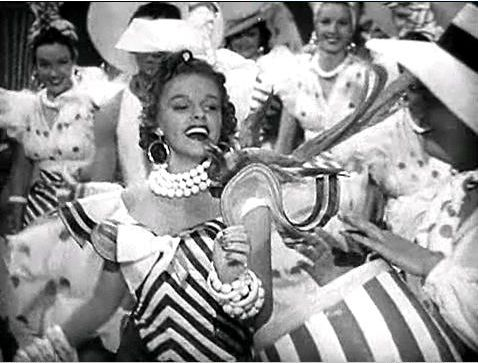
Judy Garland en 1941

Mercer est invité au spectacle radiophonique Camel Caravan à New York pour chanter ses plus grands succès et créer des chansons satiriques avec l'orchestre de Benny Goodman, devenant ensuite le maître de cérémonie de la diffusion au niveau national pendant plusieurs mois. Deux autres hits suivent peu de temps après, Day In, Day Out et Fools Rush In et en peu de temps Mercer a cinq de ses chansons dans le Top 10 de la populaire émission de radio Your Hit Parade Alors qu'il est à New York, Mercer lance une société d'édition qui n'a pas le succès escompté. Il entreprend aussi une comédie musicale avec Hoagy Carmichael, mais Walk With Music (qui s'appelle à l'origine Three After Three) est un flop, avec une histoire qui ne correspond pas à la qualité de la partition. Un autre déception pour Mercer est le choix de Johnny Burke comme parolier des Road movies du duo Hope-Crosby. En 1940, les Mercer adoptent une fille, Amanda. Il a trente ans, sa vie et sa carrière sont au plus haut.
En 1941, peu après la mort de son père, Mercer entame une liaison avec Judy Garland, qui n'a que dix-neuf ans et est fiancée au compositeur David Rose. Garland épouse Rose pour mettre fin, temporairement, à leur idylle, mais l'effet sur Mercer persiste, ajoutant à la profondeur émotionnelle de ses paroles. Leur liaison va reprendre plus tard. Mercer indique que sa chanson I Remember You est l'expression la plus directe de ses sentiments pour Garland.
Quelque temps après, Mercer entreprend une fructueuse collaboration musicale avec Harold Arlen dont les compositions influencées par le jazz et le blues offrent aux paroles idiomatiques et sophistiquées de Mercer un véhicule musical parfait. Dès lors les chansons de Mercer combinent l'esprit et la langue vernaculaire du Sud qui caractérisent quelques-uns de ses meilleurs hits. Leur premier succès est Blues in the Night, en 1941, que le compositeur Arthur Schwartz décrit comme « probablement la meilleure chanson de blues jamais écrite »,. Ils vont encore composer ensemble One for My Baby (and One More for the Road) (1941), That Old Black Magic (1942), Ac-Cent-Tchu-Ate The Positive (1944) et Come Rain Or Come Shine (1946), parmi d'autres
Frank Sinatra remporte un grand succès en interprétant les deux premières et Bing Crosby avec la troisième. Come Rain est le seul hit de Mercer pour Broadway, composé pour le spectacle St. Louis Woman avec Pearl Bailey.  On the Atchison, Topeka and the Santa Fe fait un tabac avec Judy Garland dans le film de 1946 The Harvey Girls et vaut à Mercer le premier de ses quatre Oscars, après huit nominations.
Mercer et Hoagy Carmichael travaillent à nouveau ensemble et produisent, en 1941, Skylark et In the Cool, Cool, Cool of the Evening, récompensé par un Oscar en 1951. Avec Jerome Kern, Mercer écrit You Were Never Lovelier pour Fred Astaire et Rita Hayworth dans le film homonyme, ainsi que I'm Old Fashioned. En 1942 à Hollywood, Mercer fonde Capitol Records (nommé Liberty Records à l'origine) avec le producteur Buddy DeSylva et le propriétaire d'un magasin de disques et de phonographes Glenn Wallichs.
Au milieu des années 1940, Mercer est l'un des premiers paroliers de Hollywood. Il s'adapte, écoutant attentivement et absorbant la mélodie pour la transformer ensuite dans son propre style. Comme Irving Berlin, il est un disciple de l'évolution culturelle et de celle du langage, qui sont en grande partie responsables de la durée de son succès. Mercer préfère disposer d'abord de la musique qu'il emmène chez lui pour écrire la chanson. Il affirme que les compositeurs n'ont aucun problème avec cette manière de faire, pour peu qu'il revienne avec les paroles Ce n'est guère qu'avec Arlen et Whiting que Mercer travaille réellement côte-à-côte pour créer musique et paroles d'une chanson.
On demande souvent à Mercer d'écrire les paroles sur une musique déjà célèbre. Celles de Laura, Midnight Sun et Satin Doll sont toutes écrites après que leur mélodie est déjà devenue un hit. On lui demande également d'écrire des paroles en anglais pour des chansons étrangères, l'exemple le plus fameux étant, en 1947, Autumn Leaves, chanté alors par Édith Piaf, basé sur un succès français Les Feuilles mortes de Jacques Prévert et Joseph Kosma.

### Les années 1950, 1960 et 1970

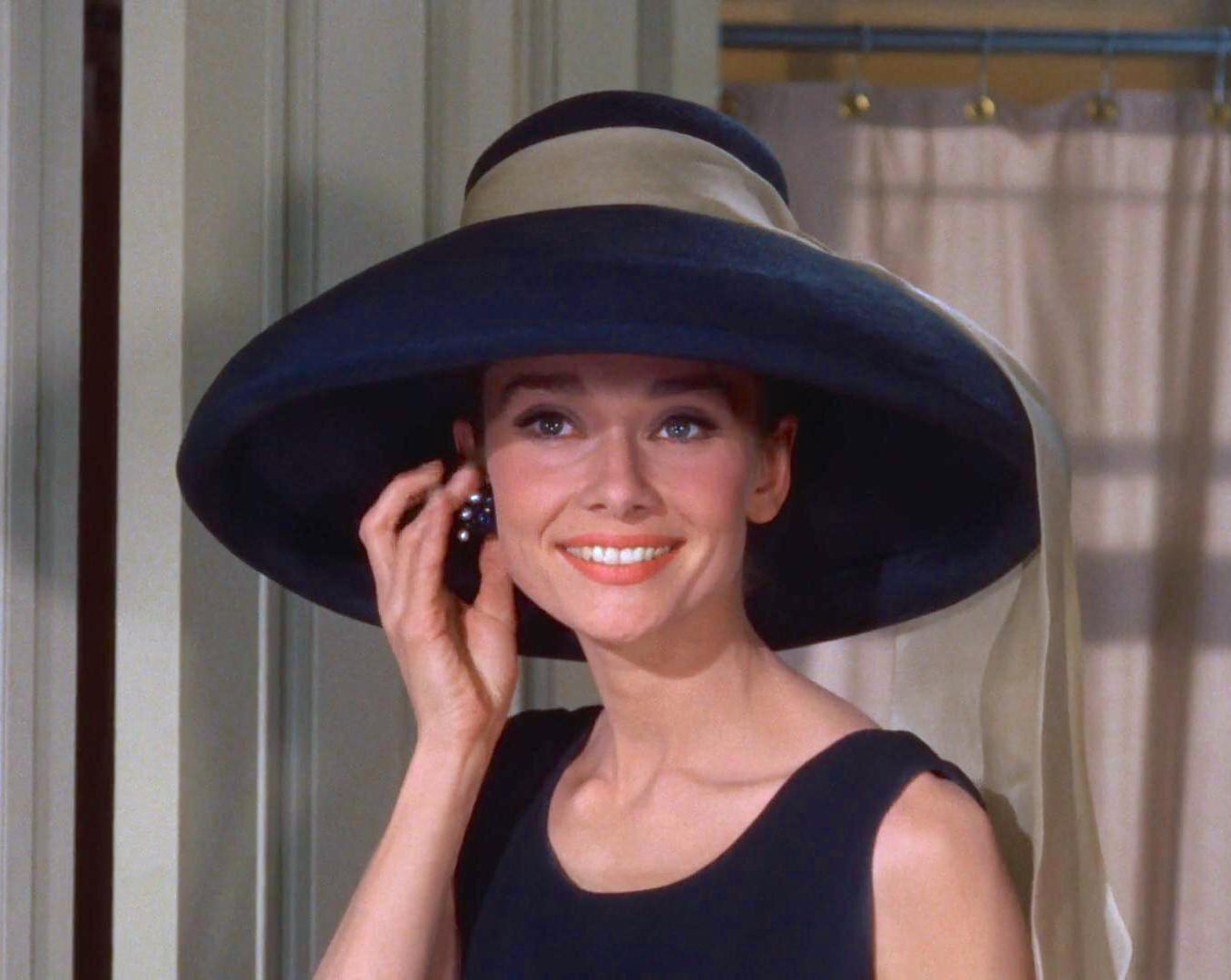
Audrey Hepburn dans Diamants sur canapé.

Dans les années 1950, l'avènement du rock 'n' roll et la transition du jazz vers le bebop réduisent l'audience de Mercer et le succès de ses chansons. La longue série de ses hits s'achève, mais il va encore en écrire plus d'un. Il travaille pour une série de films de la MGM dont Seven Brides for Seven Brothers (1954) et Merry Andrew (1958). Il collabore à trois comédie musicales de Broadway dans les années 1950, Top Banana (1951), L’il Abner (1956) et Saratoga (1959), ainsi que plus tard, en 1974, à une production du West End, The Good Companions. Ses chansons les plus célèbres des années 1950 sont sans doute The Glow-Worm (chantée par les Mills Brothers) et Something’s Gotta Give. En 1961, il écrit les paroles de Moon River pour Audrey Hepburn dans Breakfast at Tiffany's et celles de Days of Wine and Roses, toutes deux composées par Henry Mancini. Mercer reçoit, grâce à elles, son troisième et son quatrième Oscar de la meilleure chanson,. Toujours avec Mancini, il travaille sur Charade en 1963, interprété par Cary Grant et Audrey Hepburn. Il écrit aussi I Wanna Be Around, un succès de Tony Bennett en 1962 et le hit de Sinatra Summer Wind, en 1965.
Un indice de la haute estime accordée à Mercer est sans doute l'enregistrement d'un album complet de ses chansons par  Ella Fitzgerald, en 1964, Ella Fitzgerald Sings the Johnny Mercer Songbook chez Verve. Cependant  Mercer reste parfaitement humble vis-à-vis de son œuvre, attribuant son succès à la chance et à l'époque. Il aimait raconter qu'on lui avait offert de travailler sur la musique de Johnny Mandel, pour The Sandpiper, à seule fin de permettre au producteur de refuser ses paroles. Ce dernier confia alors le travail à Paul Francis Webster qui produisit The Shadow of Your Smile, un mémorable succès, qui remporta l'Oscar de la meilleure chanson en 1965.
En 1969, Mercer apporte son concours aux éditeurs Abe Olman et Howie Richmond lorsqu'ils fondent le National Academy of Popular Music's Songwriters Hall of Fame. En 1971, il présente une rétrospective de sa carrière pour l'institution new yorkaise « Lyrics and Lyricists Series », dont un recueil de ses plus grands succès et un spectacle de Margaret Whiting, enregistré en live, intitulé An Evening with Johnny Mercer En 1974, Mercer enregistre encore deux albums de ses chansonsà Londres, avec le « Pete Moore Orchestra » et les « Harry Roche Constellation », qui sont aujourd'hui réunis en un seul album intitulé ...My Huckleberry Friend: Johnny Mercer Sings the Songs of Johnny Mercer.
En 1975, Paul McCartney prend contact avec Mercer pour lui proposer une collaboration, mais il est très malade. On diagnostique chez lui une tumeur au cerveau inopérable. Il meurt le 25 juin 1976 à Bel Air en Californie. Johnny Mercer repose au cimetière de Bonaventure à Savannah.

## Racines, chanteur et postérité

### Racines
Né dans le Sud des États-Unis, Mercer grandit en écoutant les succès de la Tin Pan Alley, mais aussi ce que l'on nomme aux États-Unis les race records, dont le public cible est plus particulièrement les Afro-Américains. Ses chansons dès les années 1940 mélangent ses racines provinciales du Sud et sa connaissance du milieu sophistiqué des auteurs urbains. Cet héritage sudiste lui permet de devenir l'un des rares auteurs de talent à écrire des paroles s'accordant avec les mélodies jazz de compositeurs tels que Hoagy Carmichael. Pendant des années, Mercer dut ignorer ses racines pour se conformer au standards de la Tin Pan Alley. Moon River, avec son remarquable passage « my huckleberry friend », n'aurait jamais obtenu un tel succès à l'époque de la Tin Pan Alley.

### Le chanteur

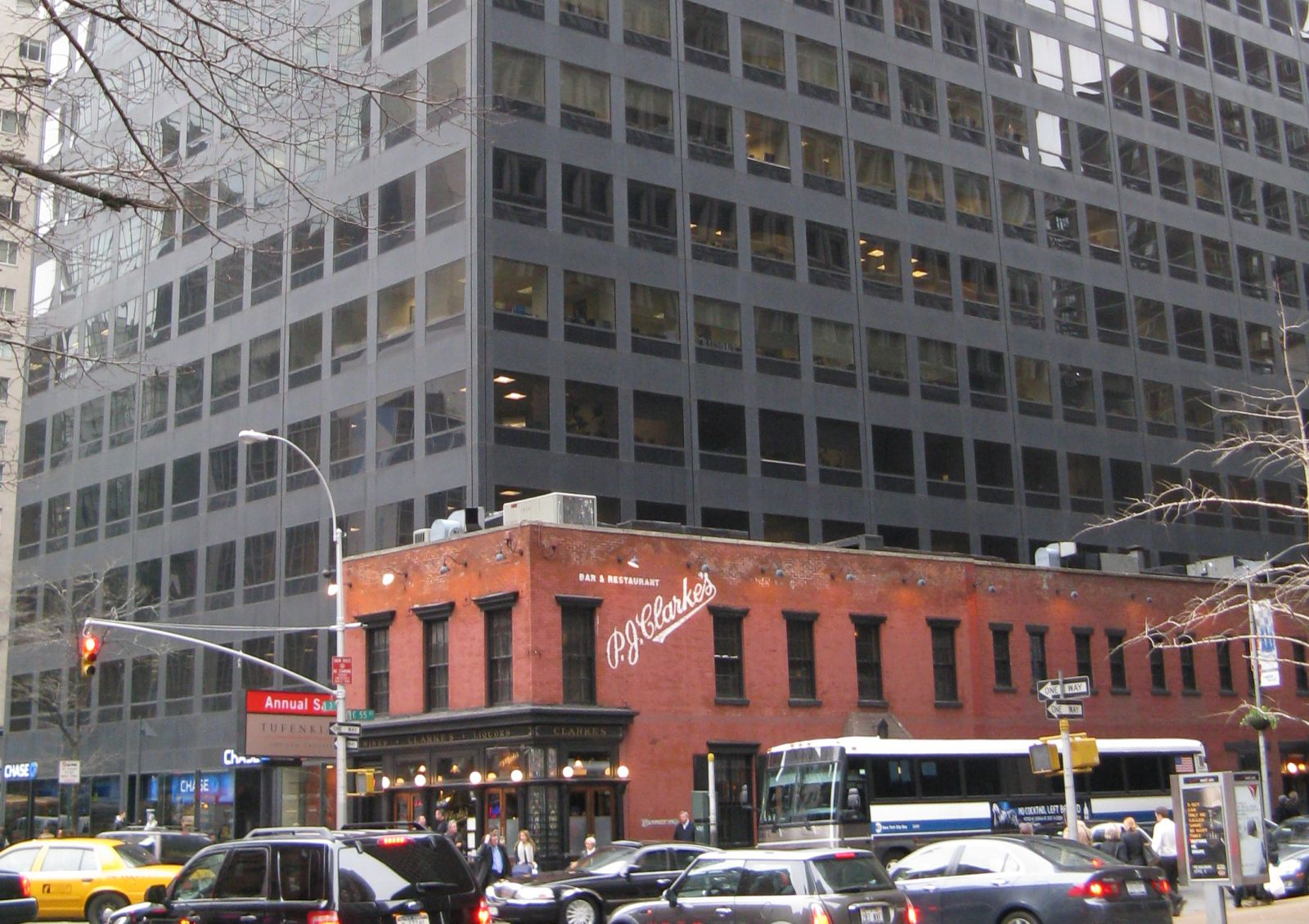
Le P. J. Clarke's, un célèbre bar de la Troisième Avenue à New York.

Considéré également comme un chanteur populaire de qualité, Mercer interprète avec talent ses propres chansons comme Ac-Cent-Tchu-Ate The Positive, On the Atchison, Topeka and the Santa Fe, One for My Baby (and One More for the Road) et Lazybones.
On raconte qu'il a écrit One for My Baby (and One More for the Road) ; l'une des chansons les plus sentimentales de tous les temps[réf. nécessaire] ; sur une serviette de table, assis face à Tommy Joyce le barman du P. J. Clarke's, un célèbre établissement de la Troisième Avenue à New York,. Le lendemain, Mercer appelle Joyce pour s'excuser de n'avoir pu faire rimer son nom dans la chanson, où il devient simplement « Joe » : 
«…

So set em up joe

I got a little story I think you oughtta know

… »
Mercer, comme Cole Porter avant lui, attache plus d'importance aux mots qu'à l'émotion suscitée par la chanson. C'est sans doute pourquoi One for My Baby (and One More for the Road) a été mieux interprétée par lui-même plutôt que par d'autres qui en firent une machine à tirer des larmes. Parmi ses interprétations réussies, on peut aussi citer Two of a Kind en 1961, un album en duo avec Bobby Darin et l'orchestre de Billy May.

## Postérité

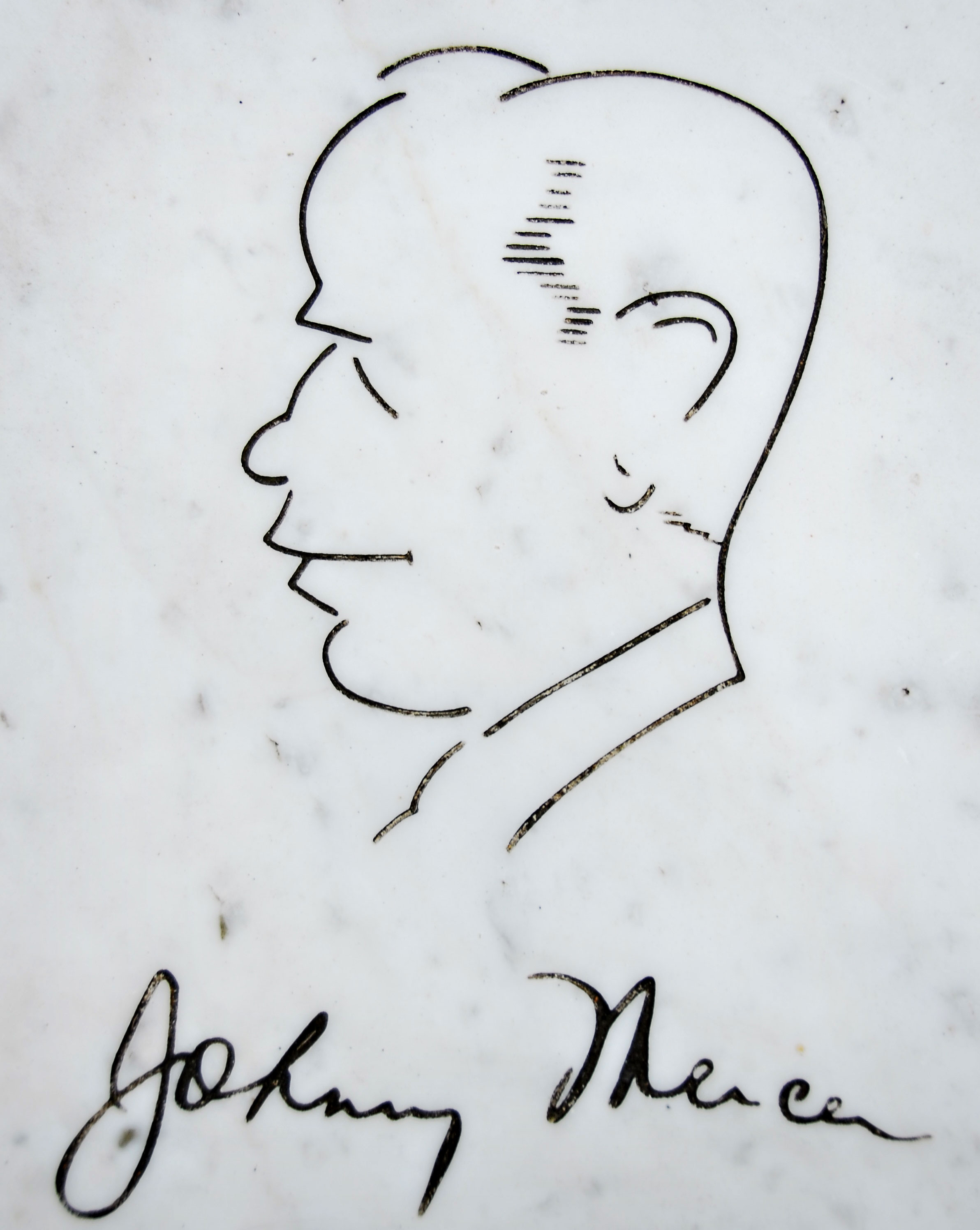
Dessin et signature de Johnny Mercer sur sa pierre tombale au cimetière de Bonaventure à Savannah.

À la fin de sa vie, Mercer apprécie particulièrement le chanteur Barry Manilow, en partie parce que sa première chanson à être enregistrée s'intitulait Mandy, diminutif d'Amanda, prénom de la fille de Mercer. Après sa mort, Ginger Mehan Mercer (1909-1994), sa veuve, remit à Manilow des chansons inachevées de son époux afin qu'il puisse éventuellement les compléter ou les mettre en musique. Parmi elles, Manilow découvre When October Goes, pour laquelle il écrit la mélodie et enregistre un single en 1984. Le titre est devenu depuis un hit du top 10 de ce que les américains nomment Adult contemporary music. La chanson est aujourd'hui un classique du jazz et fut enregistrée notamment par Rosemary Clooney, Nancy Wilson et Megon McDonough, entre autres artistes.
Sa mémoire fut honorée par le United States Postal Service qui édita un timbre à son effigie en 1996. L'étoile de Mercer sur le Hollywood Walk of Fame se trouve au 1628 Vine Street à un bloc du bâtiment de Capitol Records au 1750 Vine Street.
Dans son roman, Midnight in the Garden of Good and Evil, John Berendt rend hommage à Johnny Mercer. Lorsque le livre fut publié et ensuite, lorsque Clint Eastwood en fit un film, Savannah et le cimetière de Bonaventure furent placés sous le feu des projecteurs et attirèrent de nombreux touristes.
La collection complète des chansons de Johnny Mercer sont publiées en 2009, à New York par l'éditeur Alfred A. Knopf, sous le titre The Complete Lyrics of Johnny Mercer. Il contient les textes de près de 1 500 chansons, dont quelques centaines sont publiées pour la première fois.
Une de ses chansons est également présente dans le jeu vidéo Fallout 4, sur la fréquence de la radio de Diamond City.

## Récompenses
Mercer remporta à quatre reprises l'Oscar de la meilleure chanson originale de l'Academy of Motion Picture Arts and Sciences :
- 1946 : On the Atchison, Topeka and the Santa Fe, musique de Harry Warren, dans Les Demoiselles Harvey ;
- 1951 : In the Cool, Cool, Cool of the Evening, musique de Hoagy Carmichael, dans Si l'on mariait papa ;
- 1961 : Moon River, musique de Henry Mancini, dans Diamants sur canapé ;
- 1962 : Days of Wine and Roses, musique de Henry Mancini, dans Le Jour du vin et des roses.

Il obtint également deux Grammy Awards, chanson de l'année (Song of the Year) :
- 1962 : Moon River, musique de Henry Mancini, interprété par Henry Mancini ;
- 1964 : Days of Wine and Roses musique de Henry Mancini, interprété par Henry Mancini.